# Pedro Muñoz (kommun)
Pedro Muñoz är en kommun i Spanien.   Den ligger i provinsen Provincia de Ciudad Real och regionen Kastilien-La Mancha, i den centrala delen av landet, 130 km sydost om huvudstaden Madrid. Antalet invånare är 8 659. Arean är 101 kvadratkilometer.
Terrängen i Pedro Muñoz är platt.